# Stazione di Erba
La stazione di Erba è una stazione ferroviaria situata lungo la ferrovia Milano-Asso, e rappresenta lo scalo principale della Città di Erba, oltre a quello privo di traffico di Lezza-Carpesino.

## Storia

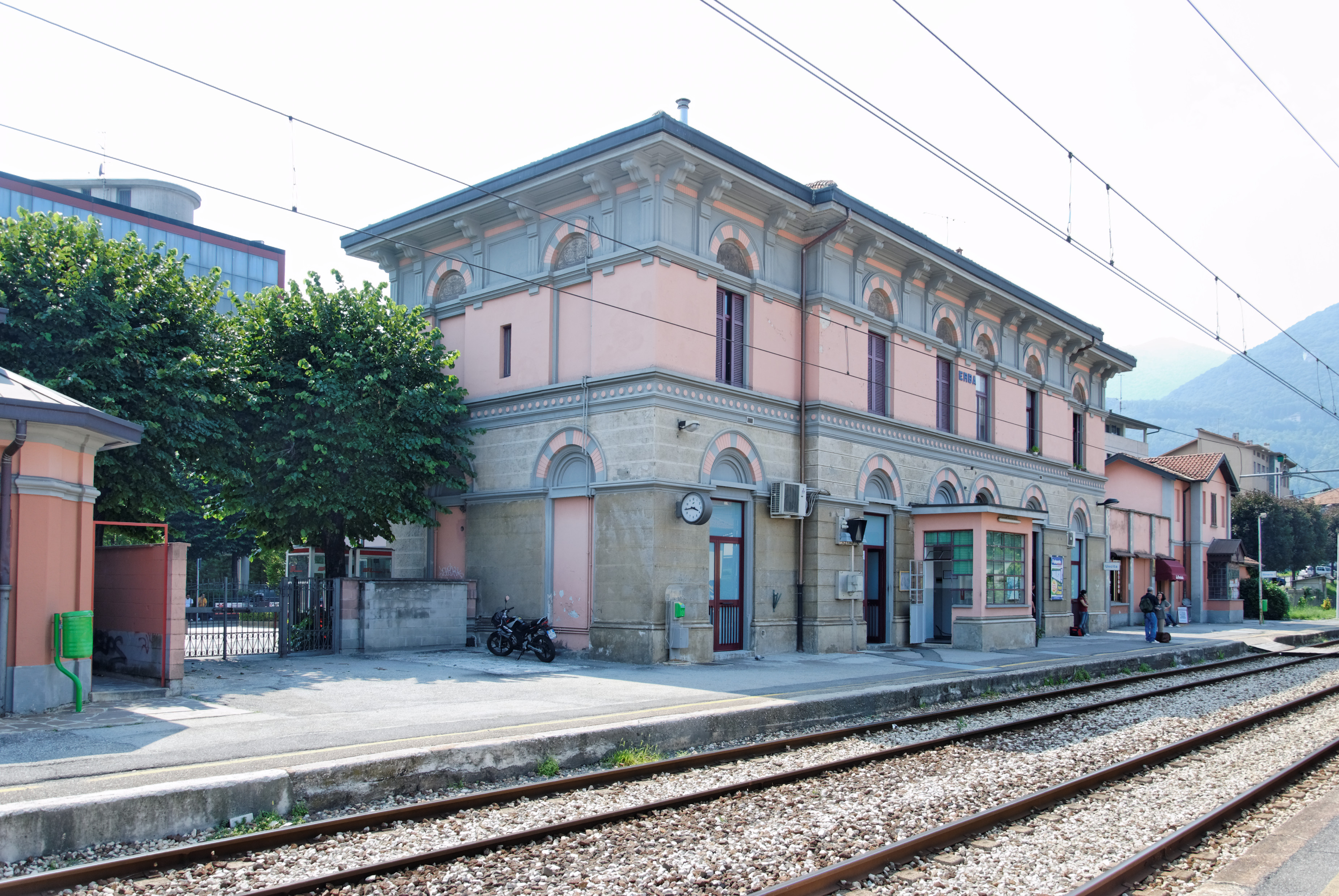
La stazione lato binari

Inaugurata nel 1922, era stata originariamente ideata per uso viaggiatori e per il trasporto merci.
In occasione dell'inaugurazione del tronco Erba-Asso avvenuta nello stesso anno, la preesistente stazione di Erba-Incino, che era localizzata lungo il principale asse stradale della località di Erba (poi corso XXV Aprile), fu sostituita da un nuovo impianto passante che sorse in piazza Roma, poi piazza Padania. In seguito allo spostamento della stazione, l'edificio viaggiatori di Erba-Incino fu demolito per lasciare spazio a nuove costruzioni residenziali.
La vasta area costeggiante via Dante fungeva da scalo merci, mentre le strutture di stazione, ubicate in piazza Padania, erano dedicate al servizio passeggeri. Lo scalo merci venne in seguito sostituito da un'area di parcheggio.
Fra il 2014 e il 2015 furono condotti alcuni lavori di rinnovamento comprendenti innalzamento delle banchine rispetto al piano del ferro (per agevolare l'incarrozzamento a raso), la realizzazione di sottopasso dotato di ascensori, e pensiline.
Fra il 2018 e il 2019 l'edificio della Stazione è stato oggetto di un percorso di riqualificazione legato al Progetto #YOUTHLAB Archiviato il 13 agosto 2019 in Internet Archive. per realizzare un luogo dedicato ai giovani e alle Politiche Giovanili del distretto erbese. Il 29 giugno 2019 la "nuova" Stazione è stata inaugurata ed è diventata sede dell'associazione giovanile Lo Snodo.
Il 1º aprile 2023 è stato inaugurato un presidio della polizia locale al pian terreno del fabbricato viaggiatori sul lato rivolto alla piazza.

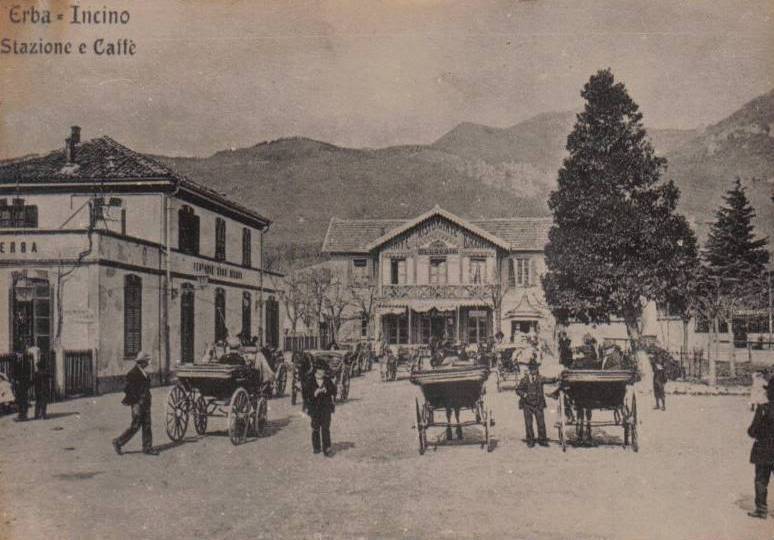
La vecchia stazione di Erba-Incino, in esercizio fino al 1922.

## Strutture e impianti
L'impianto è gestito da FerrovieNord che lo qualifica come stazione secondaria.
Il piazzale binari di Erba FNM è costituito da tre binari, con banchina laterale a servizio del binario 1, e banchina a isola in comune per i binari 2 e 3.
Le banchine sono collegate tramite sottopassaggio pedonale (dotato di ascensori), accessibile da ambo i lati del fascio ferroviario.
Il sottopasso collega anche direttamente la stazione al vicino ITIS Romagnosi.

## Movimento
La stazione è servita da treni regionali svolti da Trenord nell'ambito del contratto di servizio stipulato con la Regione Lombardia.
Stazione servita delle linee RE ed R16 della linea Milano-Seveso-Erba-Asso

## Servizi
- Biglietteria self-service
- Bar
- Servizi igienici

## Interscambi
Nel 1912 sull'area adiacente alla prima stazione fu attivato il capolinea della tranvia Como-Erba. Nel 1928 la tranvia fu prolungata fino a Lecco, rimanendo in esercizio fino al 1955.